# مرتولانژ
شهر مرتولانژ (به فرانسوی: Martelange) در شهرستان ارلن (بلژیک) در استان لوکزامبورگ در منطقه فدرال والوون در کشور بلژیک واقع شده‌است.